# Јаша Томић (Сечањ)
Јаша Томић, раније Модош (мађ. Módos), је насељено место у општини Сечањ у Србији, које се налази на истоку Војводине и припада Средњобанатском управном округу. Према попису из 2022. било је 1.889 становника. Граница Србије са Румунијом се налази на око километар источно од насеља. Налази се у близини реке Тамиш.

## Историја
Село је добило име по Јаши Томићу, политичару из 19. века. Пре тога насеље се звало Модош. Село је познато по поплави која се догодила 2005. године када се излила река Тамиш и поплавила велики део насеља. То је била највећа поплава у Банату у последњих стотинак година.
Овде се налазе православна црква Св. Николе и католичка црква Узнесења Блажене Девице Марије.

## Географија
У селу се осим православне налази и римокатоличка црква подигнута 1911. године која је у лошем стању услед старости.

### Положај
Јаша Томић се налази на надморској висини од 52 метара. Западно од села је село Крајишник, удаљено око 10 km, јужно су Сечањ и Шурјан, удаљени 12 односно 7 km. Најближи велики град је Зрењанин удаљен 41 km.
Земљиште је равничарско, алувијалног порекла, састављено од пешчара, песка, леса и иловаче. Површински слој земљишта је углавном банатски чернозем (око 75%), а заступљена је и наплавница, слатина и смолница.

## Прошлост
Модош се први пут среће у документима 1332—1337. године у вези са пописом папског десетка. Припадао је Ковинској жупанији у Угарској.
То је српско насеље записано у Крушевском поменику и Катастигу манастира Пећке патријаршије у 17. веку. По ослобођењу од Турака, у Коморском Банату је 1717. године имао 50 домова. Модош је 1764. године православна парохија у Елемирском протопрезвитерату. По Ерлеру царском ревизору 1774. године Модош је насеље у Бечкеречком дистрикту и Бечкеречком срезу, а становници су Срби. У месту од половине 18. века колонизоване Швабе, али и друге нације, међу којима највише покатоличени Бугари (Палћени). Због тога су се Срби у више наврата исељавали. Спахија Никола Ђуричко (и његови сродници) се потписивао са предикатом "от Модош".
Када је 1797. године пописан православни клир Темишварске жупаније у "Модошу" су била петорица свештеника. Били су то пароси, поп Георгије Михајловић (рукоп. 1762), поп Василије Гађански (1781), поп Атанасије Вуковић (1789), капелан поп Јован Бедричић (1790) те ђакон и учитељ Василије Михајловић (1793). Само је поп Атанасије знао поред српског и румунски језик.
Почетком 20. века Модош је имао статус "велика општина", а то је било због великог броја становника. У месту је тада живело 4620 становника у 740 кућа. Немци су били најбројнији (са 2131 припадником) а Срба је тада 1452 душе (или 32%) са 252 дома (или 34%). Мада је Румуна било свега 61 становник, Модош је приликом првог разграничења 1919. године ипак припао Румунији. Све до јесени 1923. године Модош је са још неколико села био у саставу румунске краљевине. Затим је извршена размена територија, да би се добило правилно разграничење. Модош је замењен за варош Жомбољу. Ново име "Јаша Томић" добија 1924. године, у знак захвалности радикалском вођи Јаши Томићу, који је допринео да место буде додељено Краљевини СХС.
Модош је било важно место - богата "варош" на Тамишу, и у њему су биле концентрисане институције и власти са седиштем, попут: политички - Модошки срез, политичка општина, срески суд, срески физикат, пореско звање, пошта и брзојав, телефон и жељезничка станица.
Болница за душевне болести почела је да ради у Модошу 1896. године, а касније она постаје лечилиште за плућне болести. Између два светска рата у Модошу је радила Државна грађанска школа.
Од српских јавних здања, у месту су тада православна црква и српска народна школа. Постојала је православна црквена општина на челу са председником Шандором Вуковим. Црквена општина је имућна, поседује парохијски дом у којем станије свештеник и парохијску сесију за издржавање свештеника. Православна парохија је била IV платежне класе, а као парохијска филијала јавља се 1905. године место Чавош, са својих 160 православаца. Парохијско звање је основано 1779. године, од када се воде православне црквене матице. Парох модошки 1905. године је поп Иван Алексић (рођен 1868) из Арада, који се у Модошу бавио до тада 13 година. Поп Иван је био образован човек, са знањем четири језика који се бавио црквеним иконописом.
Православна црква је посвећена празник Преносу моштију Св. Николе или Летњем Св. Николи. Грађена је 1746. године, а темпло је осликала дружина зографа предвођених Недељком и Шербаном Поповићем 1752. године. Године 1801. модошки парох био је поп Василије Гађановић. У Новом храму у 19. веку радили су и иконописци Јефта Чолаковић 1812. године и Павел Петровић 1842. године. Иконостас у оправљеном храму радио је током 1905–1906. године Стеван Алексић. На православном гробљу је 1906. године подигао гробљанску капелу Лука Васић, која је посвећена празнику треће обретеније св. Јована Крститеља. Иконостас у тој капели осликао је тада мештанин Стеван Алексић.
Модош је био стециште више сликара, који су одатле потекли или ту живели. Ту је рођен и живео (1818) живописац Никифор Жарковић. У Модошу је рођен академски сликар Васа Поморишац (1892–1961). Арађанин, иконописац Никола Алексић (рођен 1803. у Араду) умро је у Модошу 1873. године, а његов син иконописац био је поменути парох модошки Иван (рођен 1868. у Араду) ту је умро 1938. године. У првој половини 20. века модошки становник је познати сликар Стеван Алексић, такође је ту умро 1923. године.
У месту је 1834–1863. године био учитељ Јован Фараоновић. Модошка српска школа је 1905. године сачувала "народни" карактер, јер ју је издржавала православна црквена општина. Са 147 ђака у редовној и 59 у пофторној радили су, учитељ Васа Вртипарашки родом из Велике Кикинде и учитељица Стефанија Алексић родом из Самоша. Учитиљ Васа се бавио књижевним радом, а Стефанија је била супруга академског сликара Стевана Алексића.

## Демографија
У насељу Јаша Томић живи 2406 пунолетних становника, а просечна старост становништва износи 41,6 година (39,9 код мушкараца и 43,2 код жена). У насељу има 1110 домаћинстава, а просечан број чланова по домаћинству је 2,68 (попис 2002).
Ово насеље је углавном насељено Србима (према попису из 2002. године), а у последња три пописа, примећен је пад у броју становника.
|             | \| Демографија[13] \| Демографија[13] \| Демографија[13] \| \| Година \| Становника \| Становника \| \| --------------- \| --------------- \| --------------- \| \| 1869. \| 4.272 \| \| \| 1900. \| 4.614 \| \| \| 1921. \| 4.750 \| \| \| 1948. \| 4.378 \| \| \| 1953. \| 4.569 \| \| \| 1961. \| 4.420 \| \| \| 1971. \| 3.831 \| \| \| 1981. \| 3.625 \| \| \| 1991. \| 3.544 \| 3.404 \| \| 2002. \| 2.982 \| 3.131 \| \| 2011. \| 2.373 \| \| |            |
| Демографија | |            |
| Година      | Становника | Становника |
| 1869.       | 4.272 |            |
| 1900.       | 4.614 |            |
| 1921.       | 4.750 |            |
| 1948.       | 4.378 |            |
| 1953.       | 4.569 |            |
| 1961.       | 4.420 |            |
| 1971.       | 3.831 |            |
| 1981.       | 3.625 |            |
| 1991.       | 3.544 | 3.404      |
| 2002.       | 2.982 | 3.131      |
| 2011.       | 2.373 |            |

| Етнички састав према попису из 2002.‍ | Етнички састав према попису из 2002.‍ | Етнички састав према попису из 2002.‍ | Етнички састав према попису из 2002.‍ | Етнички састав према попису из 2002.‍ |
| ------------------------------------ | ------------------------------------ | ------------------------------------ | ------------------------------------ | ------------------------------------ |
|                                      |                                      |                                      |                                      |                                      |
| Срби                                 | Срби                                 |                                      | 2.126                                | 71,29%                               |
| Мађари                               | Мађари                               |                                      | 251                                  | 8,41%                                |
| Роми                                 | Роми                                 |                                      | 142                                  | 4,76%                                |
| Југословени                          | Југословени                          |                                      | 125                                  | 4,19%                                |
| Бугари                               | Бугари                               |                                      | 29                                   | 0,97%                                |
| Македонци                            | Македонци                            |                                      | 11                                   | 0,36%                                |
| Хрвати                               | Хрвати                               |                                      | 10                                   | 0,33%                                |
| Румуни                               | Румуни                               |                                      | 9                                    | 0,30%                                |
| Црногорци                            | Црногорци                            |                                      | 8                                    | 0,26%                                |
| Руси                                 | Руси                                 |                                      | 8                                    | 0,26%                                |
| Немци                                | Немци                                |                                      | 6                                    | 0,20%                                |
| Муслимани                            | Муслимани                            |                                      | 4                                    | 0,13%                                |
| Словенци                             | Словенци                             |                                      | 1                                    | 0,03%                                |
| Буњевци                              | Буњевци                              |                                      | 1                                    | 0,03%                                |
| непознато                            | непознато                            |                                      | 23                                   | 0,77%                                |

| \| \| м \| \| \| ж \| \| ? \| 5 \| \| \| 7 \| \| 80+ \| 28 \| \| \| 41 \| \| 75—79 \| 24 \| \| \| 79 \| \| 70—74 \| 80 \| \| \| 103 \| \| 65—69 \| 81 \| \| \| 106 \| \| 60—64 \| 95 \| \| \| 102 \| \| 55—59 \| 73 \| \| \| 81 \| \| 50—54 \| 106 \| \| \| 112 \| \| 45—49 \| 131 \| \| \| 117 \| \| 40—44 \| 126 \| \| \| 110 \| \| 35—39 \| 117 \| \| \| 87 \| \| 30—34 \| 90 \| \| \| 81 \| \| 25—29 \| 82 \| \| \| 89 \| \| 20—24 \| 91 \| \| \| 91 \| \| 15—19 \| 109 \| \| \| 86 \| \| 10—14 \| 97 \| \| \| 103 \| \| 5—9 \| 79 \| \| \| 76 \| \| 0—4 \| 52 \| \| \| 45 \| \| Просек : \| 39,9 \| \| \| 43,2 \| |      |  |  |      |
| |      |  |  |      |
| | м    |  |  | ж    |
| ? | 5    |  |  | 7    |
| 80+ | 28   |  |  | 41   |
| 75—79 | 24   |  |  | 79   |
| 70—74 | 80   |  |  | 103  |
| 65—69 | 81   |  |  | 106  |
| 60—64 | 95   |  |  | 102  |
| 55—59 | 73   |  |  | 81   |
| 50—54 | 106  |  |  | 112  |
| 45—49 | 131  |  |  | 117  |
| 40—44 | 126  |  |  | 110  |
| 35—39 | 117  |  |  | 87   |
| 30—34 | 90   |  |  | 81   |
| 25—29 | 82   |  |  | 89   |
| 20—24 | 91   |  |  | 91   |
| 15—19 | 109  |  |  | 86   |
| 10—14 | 97   |  |  | 103  |
| 5—9 | 79   |  |  | 76   |
| 0—4 | 52   |  |  | 45   |
| Просек : | 39,9 |  |  | 43,2 |

| Година пописа     | 1948. | 1953. | 1961. | 1971. | 1981. | 1991. | 2002. |
| ----------------- | ----- | ----- | ----- | ----- | ----- | ----- | ----- |
| Број домаћинстава | 1.157 | 1.262 | 1.244 | 1.197 | 1.241 | 1.295 | 1.111 |

| Број чланова      | 1   | 2   | 3   | 4   | 5  | 6  | 7 | 8 | 9 | 10 и више | Просек |
| ----------------- | --- | --- | --- | --- | -- | -- | - | - | - | --------- | ------ |
| Број домаћинстава | 286 | 281 | 220 | 209 | 71 | 33 | 8 | 1 | 0 | 2         | 2,68   |

| Пол    | Укупно | Неожењен/Неудата | Ожењен/Удата | Удовац/Удовица | Разведен/Разведена | Непознато |
| ------ | ------ | ---------------- | ------------ | -------------- | ------------------ | --------- |
| Мушки  | 1.238  | 399              | 719          | 73             | 41                 | 6         |
| Женски | 1.292  | 236              | 722          | 275            | 53                 | 6         |
| УКУПНО | 2.530  | 635              | 1.441        | 348            | 94                 | 12        |

| Пол    | Укупно                    | Пољопривреда, лов и шумарство | Рибарство                            | Вађење руде и камена | Прерађивачка индустрија       |
| ------ | ------------------------- | ----------------------------- | ------------------------------------ | -------------------- | ----------------------------- |
| Мушки  | 560                       | 227                           | 2                                    | 2                    | 158                           |
| Женски | 357                       | 60                            | 0                                    | 1                    | 137                           |
| Укупно | 917                       | 287                           | 2                                    | 3                    | 295                           |
|        |                           |                               |                                      |                      |                               |
| Пол    | Производња и снабдевање   | Грађевинарство                | Трговина                             | Хотели и ресторани   | Саобраћај, складиштење и везе |
| Мушки  | 4                         | 40                            | 48                                   | 10                   | 18                            |
| Женски | 1                         | 2                             | 44                                   | 7                    | 9                             |
| Укупно | 5                         | 42                            | 92                                   | 17                   | 27                            |
|        |                           |                               |                                      |                      |                               |
| Пол    | Финансијско посредовање   | Некретнине                    | Државна управа и одбрана             | Образовање           | Здравствени и социјални рад   |
| Мушки  | 2                         | 2                             | 17                                   | 10                   | 5                             |
| Женски | 3                         | 1                             | 12                                   | 24                   | 44                            |
| Укупно | 5                         | 3                             | 29                                   | 34                   | 49                            |
|        |                           |                               |                                      |                      |                               |
| Пол    | Остале услужне активности | Приватна домаћинства          | Екстериторијалне организације и тела | Непознато            | Непознато                     |
| Мушки  | 9                         | 0                             | 0                                    | 6                    | 6                             |
| Женски | 6                         | 4                             | 0                                    | 2                    | 2                             |
| Укупно | 15                        | 4                             | 0                                    | 8                    | 8                             |

## Галерија
- Поплава у 2005. години
- Улаз у насеље
- Католичка црква
- Центар Јаше Томића са католичком црквом
- Стакло у боји са ликом светога Ладислава
- Унутрашњост католичке цркве
- Розета на фасади цркве

## Знаменити Јашатомићани
- др Бранислав Гађански (1891–1974), лекар и друштвени радник у Београду
- др Лазар Ненадовић (1870–1939), лекар, професор и књижевник
- Милан Ђуканов (1934–2021), историчар, аутор више књига, директор Историјског архива у Зрењанину

#### Мапе
- Мапе, аеродроми и временска ситуација локација (Fallingrain)
- Сателитска мапа[мртва веза]
- Гугл сателитска мапа
- План насеља на мапи (Mapquest)